# Cercococcyx
Cercococcyx – rodzaj ptaków z podrodziny kukułek (Cuculinae) w rodzinie kukułkowatych (Cuculidae).

## Zasięg występowania
Rodzaj obejmuje gatunki występujące w Afryce Subsaharyjskiej.

## Morfologia
Długość ciała 31–34 cm; masa ciała 54–65 g.

## Systematyka

### Etymologia
Cercococcyx: gr. κερκος kerkos „ogon”; κοκκυξ kokkux, κοκκυγος kokkugos „kukułka”.

### Podział systematyczny
Do rodzaju należą następujące gatunki:
- Cercococcyx mechowi Cabanis, 1882 – kukułka ciemna
- Cercococcyx olivinus Sassi, 1912 – kukułka oliwkowa
- Cercococcyx montanus Chapin, 1928 – kukułka prążkowana